# 瑞典WSP集团
WSP集团主要的咨询领域包括城市规划设计、基础设计建设、交通运输、环境和能源等。2012年8月WSP和GENIVAR在全球三十五個个国家的三百处公司和办事处拥有一萬四千五百名雇员。2014年10月WSP和Parsons
Brinckerhoff合并后成为全球第三大土木工程咨询公司，在全球三十九个国家的五百个分公司和办事处总计三萬一千九百雇员。瑞典WSP公司作为WSP集团的一部分也是WSP集团欧洲总部。

## 公司总部和总经理
瑞典WSP公司的总部位于瑞典首都斯德哥尔摩市Globen区。公司现任总经理是Magnus Meyer。

## 历史
瑞典WSP公司最早称为J&W(Jacobson&Wildmark)成立于1938年，后来由WSP集团于2000年通过斯德哥尔摩交易所收购。WSP集团成立于上世纪70年代并于1987年在伦敦交易所上市。

## 瑞典的代表项目
- 斯德哥尔摩环城高速Förbifart Stockholm
- 斯德哥尔摩通勤快线Citybanan under Stockholm
- 瑞典高速铁路规划
- Nacka地铁线
- Mälarbanan升级改造
- Kiruna市迁徙方案Förprojektering inför Flytten av Kiruna
- 个人快速公交系统Spårtaxi och spårbilar
- 垂直弧线观光轨道Skyview
- Tele2大型体育馆
- Kristianstad体育场
- 风电、水电、太阳能发电
- 区域供暖和制冷
- 斯德哥尔摩汉马碧湖城
- 斯德哥尔摩市皇家海港
- 生物气
- 有轨电车
- 自平衡/被动式节能建筑
- Årsta桥Årstabron
- Igelsta供电站

瑞典WSP公司还参与了全球其他国家其他大型土木工程项目，具有代表性的包括马斯达尔城、赫尔辛基-2050视野、曼哈顿世界贸易中心重建工程、伦敦碎片大厦、迪拜世界贸易中心以及Nakheel塔和利比亚重建。更多关于瑞典WSP公司的国际项目请参详科进的网页。